# Рідні люди
«Рідні люди» — російсько-український мелодраматичний телесеріал.

## Сюжет
Багатосерійна мелодрама про життя молодої жінки Ольги Кузнєцової та її сім'ї. Оля — студентка, мешкає у звичайній родині з мамою, татом і старшою сестрою Анею. Відносно спокійне життя родини Кузнєцових закінчується, коли обидві сестри знайомляться і закохуються в одного молодика, Олександра.
За наполяганням матері Олі доводиться поступитися своїм коханим старшій сестрі. Але їх роман не закінчується. Оля вагітна від Саші, але він хоче це приховати і переконує Олю стати нібито сурогатною матір'ю для їхньої з Анею дитини. Ольга погоджується на цю умову, лише б не йти на аборт, але після пологів не хоче віддавати дитину і викрадає її. Протягом серіалу Оля Кузнєцова перетворюється з наївної студентки на сильну жінку, матір, готову піти на все заради своєї дитини.

## В ролях
- Марина Орлова —  Оля Кузнєцова
- Анна Міклош —  Аня Кузнєцова (сестра Олі)
- Микола Добринін —  Іван Петрович Кузнєцов (батько Олі та Ані)
- Любов Руденко —  Єлизавета Максимівна (мати Олі та Ані)
- Надія Каратаєва —  бабуся Рая
- Борис Невзоров —  Веніамін Румянцев (справжній батько Олі)
- Роман Пахомов —  Володя Румянцев (син Веніаміна. Брат Олі)
- Андрій Лебединський —  Саша Мальцев (коханий Олі)
- Інга Оболдіна —  Софія Григорівна Мальцева (мати Сашка)
- Ігор Головін —  Григорій Павлович Потьомкін (коханець Софії)
- Андрій Біланов —  Роберт Герц
- Ірина Єфремова —  Елла Воробйова (колишня дівчина Саші)
- Данило Воробйов —  Антон Воробйов (брат Елли)
- Оксана Сташенко —  Серафима Владленівна (сусідка)
- Анатолій Нємов —  Лупанов
- Дмитро Мазуров —  Вадим
- Дарина Дроздовська —  Рита
- Ганна Кузіна —  Марина (найкраща подруга Ольги)
- Євген Єфремов —  Ілля Голубєв
- Андрій Новіков —  Микола Лазарєв (художник. Закоханий в Олю)
- Петро Кислов —  Микола Лазарєв у другій половині серіалу
- Артем Ємцов —  Кирило Биков
- Дмитро Меленевський —  епізод